# Gonatodes ocellatus
Espèce
Synonymes
- Cyrtodactylus ocellatus Gray, 1831

Gonatodes ocellatus est une espèce de geckos de la famille des Sphaerodactylidae.

## Répartition
Cette espèce est endémique de Tobago.

## Publication originale
- Gray, 1831 "1830" : A synopsis of the species of Class Reptilia. The animal kingdom arranged in conformity with its organisation by the Baron Cuvier with additional descriptions of all the species hither named, and of many before noticed, V Whittaker, Treacher and Co., London, vol. 9, Supplement, p. 1-110 (texte intégral).